# Maksimir
Maksimir ist ein Stadtbezirk in der kroatischen Hauptstadt Zagreb. Bekannt ist er in Kroatien hauptsächlich durch das Maksimir-Stadion, in dem Dinamo Zagreb seine Heimspiele austrägt, und zum anderen für den Maksimir-Park direkt gegenüber dem Stadion. Der Park ist über hundert Jahre alt und diente schon vielen Dichtern und Künstlern zur Inspiration. Seine Flora und Fauna sind fast einzigartig. Er beherbergt den Zoo Zagreb.
Der Distrikt grenzt an Gornji Grad im Westen, Donji Grad im Südwesten, Peščenica-Žitnjak im Süden, Dubrava im Osten und Podsljeme im Norden.